# Guillaume Rondelet

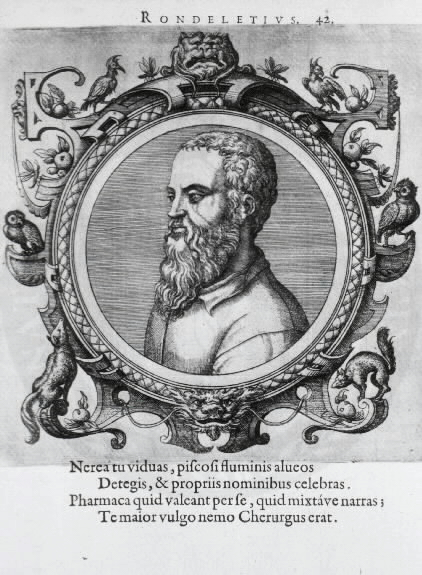
Guillaume Rondelet

Guillaume Rondelet, nebo také Rondeletius, (27. září 1507 Montpellier – 30. června 1566 Réalmont) byl francouzský přírodovědec.

## Životopis
Rondelet studoval od roku 1525 filozofii na pařížské univerzitě. V roce 1529 začal studovat medicínu na montpellierské univerzitě a stal se v roce 1530 prokurátorem. V roce 1530 studoval anatomii a chirurgii u Johanna Guintera v Maringues, kde také jako lékař praktikoval. Po jeho návratu do Montpellier promoval v roce 1537 na Dr. med. a o dva roky později odešel do Florencie. Zde se v roce 1540 stal osobním lékařem kardinála Tournona. Jeho prostřednictvím byl jmenován v roce 1545 profesorem na lékařské fakultě v Montpellier.
Jako doprovod kardinála procestoval Holandsko a Itálii. Pozorovaní v přímořských oblastech byla základem pro jeho pozdější popis mořských živočichů.
Mezi jeho žáky patřili Ulisse Aldrovandi a Carolus Clusius. Dopisoval si s mnoha vědci (Jean a Caspar Bauhin, Konrad Gessner, Leonhard Rauwolf, Matthias de L’Obel, Jacques Daléchamps a Pierre Richer de Belleval).
Charles Plumier na jeho počest pojmenoval rod Rondeletia. Carl Linné později tento název převzal.

## Dílo (výběr)
- Histoire entière des poissons. 1558 (online verze).
- Dispensatorium sev pharmacopolarum officina : adiecto indice copioso. Byrckmann, Kolín nad Rýnem 1565. online verze